# Święta Adelgunda
Adelgunda, Aldegunda, Aldegonda (ur. pomiędzy 633–639, zm. 30 stycznia ok. 684) – córka Walberta i Bertylli, pierwsza ksieni w Maubeuge, wizjonerka i święta Kościoła katolickiego.
Była siostrą św. Waldetrudy, za namową której w 661 roku założyła podwójny klasztor (dla mężczyzn i kobiet) w Maubeuge. Wkrótce zakon przyjął regułę św. Benedykta, do którego wstąpiła późniejsza święta Amalberga (zm. 690), krewna Pepina Starszego. W kolejnym okresie klasztor stał się siedzibą kanoników. W 864 powstało tu opactwo (fr. Abbaye de Maubeuge) na mocy Traktatu w Meerssen, które przestało istnieć podczas Wielkiej Rewolucji w 1791 roku.
Legendy mówią o wielu wizjach św. Adelgundy.
Jest patronką chorych dzieci, cierpiących na nowotwory i schorzenia oczu.
Jej wspomnienie liturgiczne obchodzone jest w dzienną pamiątkę śmierci lub 18 października.
W ikonografii przedstawiana jest w habicie zakonnym. Jej atrybuty to anioł, który przeniósł ją przez rzekę gdy uciekała przed niedoszłym mężem, kielich z hostią, gołąb niosący w dziobie chustę (welon) symbolizujący dziewicę poświęconą Bogu, lilia, księga to życie według reguły zakonnej, świeca lub słup wosku, wieniec z róż to symbol wybranego życia w czystości.